# Presidente del consiglio di amministrazione
Il presidente del consiglio di amministrazione (in inglese chairman), nelle società per azioni e nelle imprese organizzate in modo analogo, è il membro che presiede il consiglio stesso, con il compito di convocare le sedute, dirigerne lo svolgimento e proclamare il risultato delle votazioni.

## Caratteri generali
Il presidente del consiglio di amministrazione può essere eletto dal consiglio stesso o dall'assemblea dei soci. Specie nelle società più piccole, può essere anche capo azienda (cosiddetta CEO duality), sebbene sia considerata buona prassi  la separazione tra i due ruoli e l'affidamento della presidenza ad un amministratore non esecutivo, ossia non investito di responsabilità manageriali.
Nelle società statunitensi il presidente (chairman) del consiglio di amministrazione può essere diverso dal presidente (president) della società; quest'ultima carica può essere attribuita all'Amministratore delegato (chief executive officer, CEO) oppure, specie nelle società più grandi, ad un manager direttamente subordinato al CEO, il direttore operativo (chief operating officer, COO), figura assimilabile al direttore generale delle società italiane.
Il presidente del consiglio di amministrazione può essere affiancato da uno o più vicepresidenti. Può essere inoltre supportato dal segretario della società che, oltre a curare la documentazione dell'attività del consiglio, ha il compito di assicurare il rispetto delle leggi da parte della società e tenere informati i membri del consiglio sulle loro responsabilità; in certi ordinamenti (ad esempio, quelli anglosassoni, dove è detto company secretary o, negli Stati Uniti, corporate secretary) questa figura è obbligatoria.
Negli ordinamenti che, sul modello tedesco, adottano il sistema dualistico di governo d'impresa, scindendo il consiglio di amministrazione in due organi collegiali, il consiglio di sorveglianza e il consiglio di gestione, ciascuno di questi ha un proprio presidente e le due cariche devono essere ricoperte da persone diverse.

## Ordinamento italiano
Nell'ordinamento italiano la figura del presidente del consiglio di amministrazione delle società per azioni è disciplinata dall'art. 2381 del Codice civile che al primo comma recita: "Salvo diversa previsione dello statuto, il presidente convoca il consiglio di amministrazione, ne fissa l'ordine del giorno, ne coordina i lavori e provvede affinché adeguate informazioni sulle materie iscritte all'ordine del giorno vengano fornite a tutti i consiglieri".
Il presidente di un consiglio di amministrazione può essere o non essere qualificato come indipendente (non essendolo se ha deleghe esecutive). Poiché svolge un ruolo di garanzia, la prassi suggerisce che la stessa persona non sia al tempo stesso presidente e amministratore delegato, anche se la legge italiana non vieta il cumulo delle due cariche.